# Jeanne Arnould-Plessy
Jeanne-Sylvanie-Sophie Arnould-Plessy, nota come Mademoiselle Plessy (Metz, 7 settembre 1819 – Salives, 30 maggio 1897), è stata un'attrice teatrale francese.

## Biografia

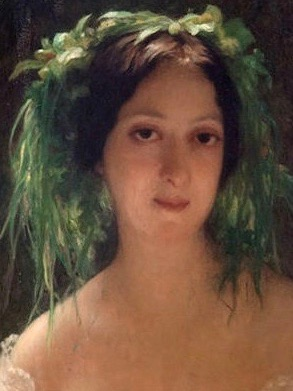
Arnould-Plessy nel 1850

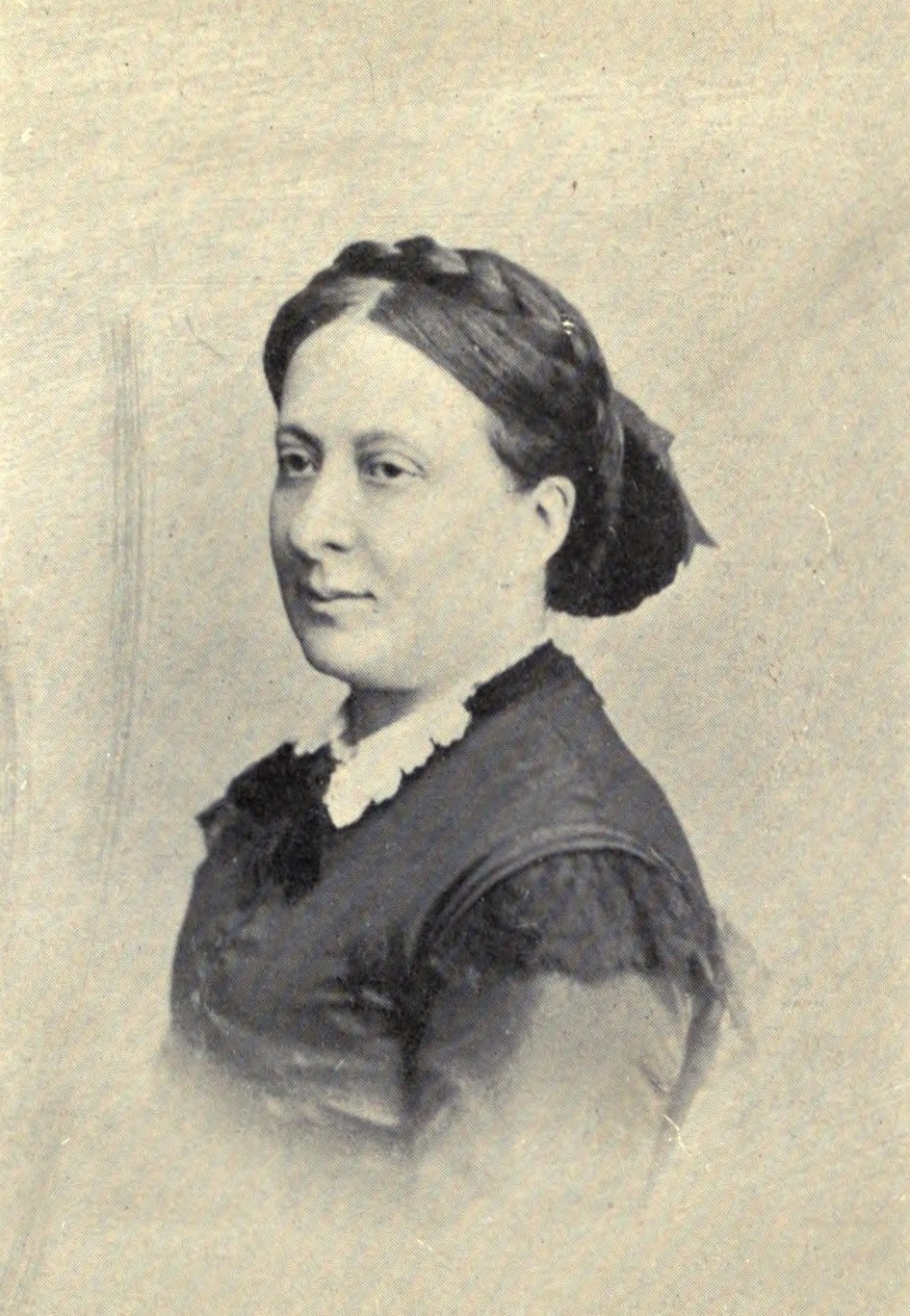
Ritratto di Arnould-Plessy

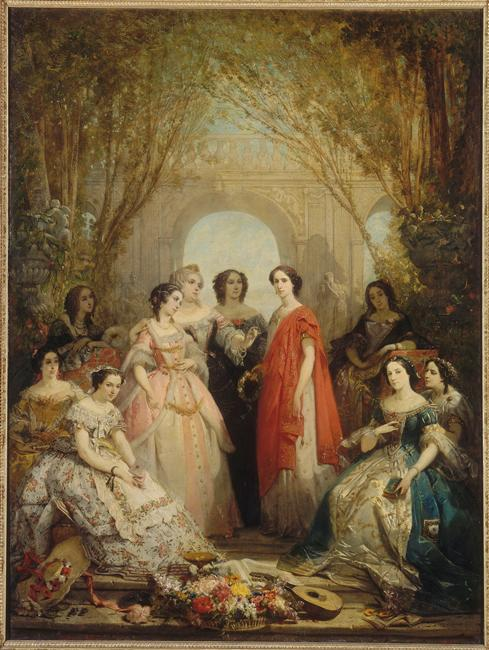
Le attrici sociétaires della Comédie-Française nel 1855, con Arnould-Plessy in piedi con l'abito rosso

Jeanne Arnould-Plessy nacque il 7 settembre 1819 a Metz, figlia dell'artista drammatico Philippe Plessy e di Marie Antoinette Bernardet.
Arnould-Plessy si avvicinò alla recitazione entrando nel Conservatoire national supérieur d'art dramatique nel 1829, dove seguì le lezioni di Joseph Samson.
Ultimati gli studi debuttò alla Comédie-Française nel 1834, nel ruolo di Emma de La figlia d'onore (La Fille d'honneur) di Alexandre Duval, ottenendo un buon successo e due anni dopo, alla giovane età di diciassette anni, ricevette l'ambito titolo di sociétaire della Comédie-Française.
Fino al 1845 passò da un successo all'altro con la Comédie-Française, strinse amicizia con George Sand e nello stesso anno si sposò il 22 agosto con l'attore e commediografo Jean François Arnould (1803-1854), nella chiesa di San Giacomo a Westminster, Middlesex, in Inghilterra.
Dopo il matrimonio decise di lasciare la Francia e di trasferirsi a San Pietroburgo, per recitare nel celebre Théâtre-Français, dove lavorò per più di nove anni. Questo teatro era il punto d'incontro dell'Intelligencija russa e dell'aristocrazia di Pietroburgo, all'epoca francofona, e il suo talento è stato particolarmente apprezzato dall'imperatore Nicola I di Russia, che aveva messo permanentemente una statuetta dell'attrice nella residenza imperiale, come segno di ammirazione.
Dopo la morte del marito, rientrò a Parigi nel 1855 e fu reintegrata nella Comédie-Française, come pensionnaire, riscuotendo altri successi, soprattutto nei drammi di Émile Augier o nelle interpretazioni di marchese e contesse di Pierre de Marivaux o di altri famosi drammaturghi, fino al 1876, anno del suo ritiro dal palcoscenico.
Si distinse per la sua eleganza ed il suo fascino, assieme ad una certa freddezza di temperamento, che la fecero considerare l'ultima delle "grandi civette" della tradizione teatrale francese.
Ebbe una relazione con Girolamo Bonaparte (1784-1860).
Dopo il suo ritiro, Jeanne Arnould-Plessy visse nell'abbazia di Salives fino alla sua morte, il 30 maggio 1897.

## Carriera alla Comédie-Française
- La Fille d'honneur d'Alexandre Duval (1834);
- La Passion secrète d'Eugène Scribe (1834);
- Ifigenia di Jean Racine (1834);
- Mademoiselle de Montmorency di Joseph-Bernard Rosier (1834);
- La Mère coupable di Pierre-Augustin Caron de Beaumarchais (1834);
- L'Ambitieux d'Eugène Scribe (1834);
- Le nozze di Figaro di Beaumarchais (1834);
- Le Voyage à Dieppe d'Alexis-Jacques-Marie Vafflard e Fulgence de Bury (1835);
- Une présentation d'Alphonse-François Dercy de François e Narcisse Fournier (1835);
- Les Plaideurs di Jean Racine (1835);
- Il misantropo di Molière (1835);
- Lavater di Claude Rochefort e Mathurin-Joseph Brisset (1835);
- Il Tartuffo di Molière (1835);
- Un mariage raisonnable di Virginie Ancelot (1835);
- Le Testament d'Alexandre Duval (1836);
- Une famille au temps de Luther di Casimir Delavigne (1836);
- Il barbiere di Siviglia di Pierre-Augustin Caron de Beaumarchais (1836);
- Le Boudoir di Louis Lurine e Félix Solar (1836);
- La Camaraderie ou la Courte échelle d'Eugène Scribe (1837);
- Le Bouquet de bal di Charles-Louis-François Dunoyer (1837);
- Charles VII chez ses grands vassaux d'Alexandre Dumas (1837);
- Julie ou une séparation d'Adolphe Simonis Empis (1837);
- La Marquise de Senneterre di Mélesville e Charles Duveyrier (1837);
- Les Indépendants d'Eugène Scribe (1837);
- Isabelle ou Deux jours d'expérience di Virginie Ancelot (1838);
- L'Attente di Marie Senan (1838);
- L'improvvisazione di Versailles di Molière (1838)
- Faute de s'entendre di Charles Duveyrier (1838);
- Un jeune ménage d'Adolphe Simonis Empis (1838);
- Le Comité de bienfaisance d'Augustin-Jules de Wailly e Charles Duveyrier (1839);
- Les Serments di Jean-Pons-Guillaume Viennet (1839);
- La Course au clocher di Félix Arvers (1839);
- L'École du monde ou la Coquette sans le savoir d'Alexandre Walewski (1840);
- La Calomnie d'Eugène Scribe (1840);
- Le Verre d'eau ou les Effets et les causes d'Eugène Scribe (1840);
- Un mariage sous Louis XV d'Alexandre Dumas (1841);
- Une chaîne d'Eugène Scribe (1841);
- Le Portrait vivant di Mélesville e Léon Laya (1842);
- Le Fils de Cromwell d'Eugène Scribe (1842);
- Les Demoiselles de Saint-Cyr d'Alexandre Dumas (1843);
- Ève di Léon Gozlan (1843);
- La Tutrice ou l'Emploi des richesses d'Eugène Scribe e Nicolas-Paul Duport (1843);
- L'Héritière d'Adolphe Simonis Empis (1844);
- Guerrero ou la Trahison d'Ernest Legouvé (1845);
- Une bonne réputation d'Auguste Arnould (1845);
- La Joconde di Paul Foucher e Regnier (1855);
- Comme il vous plaira di George Sand tratta da William Shakespeare (1856);
- Le Berceau di Jules Barbier (1856);
- Chatterton d'Alfred de Vigny (1857);
- Le Retour du mari di Mario Uchard (1858);
- Le Fils de Giboyer d'Émile Augier (1862);
- Henriette Maréchal d'Edmond e Jules de Goncourt (1865);
- Adrienne Lecouvreur d'Eugène Scribe e Ernest Legouvé (1871);
- Britannico d Jean Racine (1872);
- La Grand'maman d'Édouard Cadol (1875);
- Petite pluie d'Édouard Pailleron (1875).